# Juin 1815

## Événements

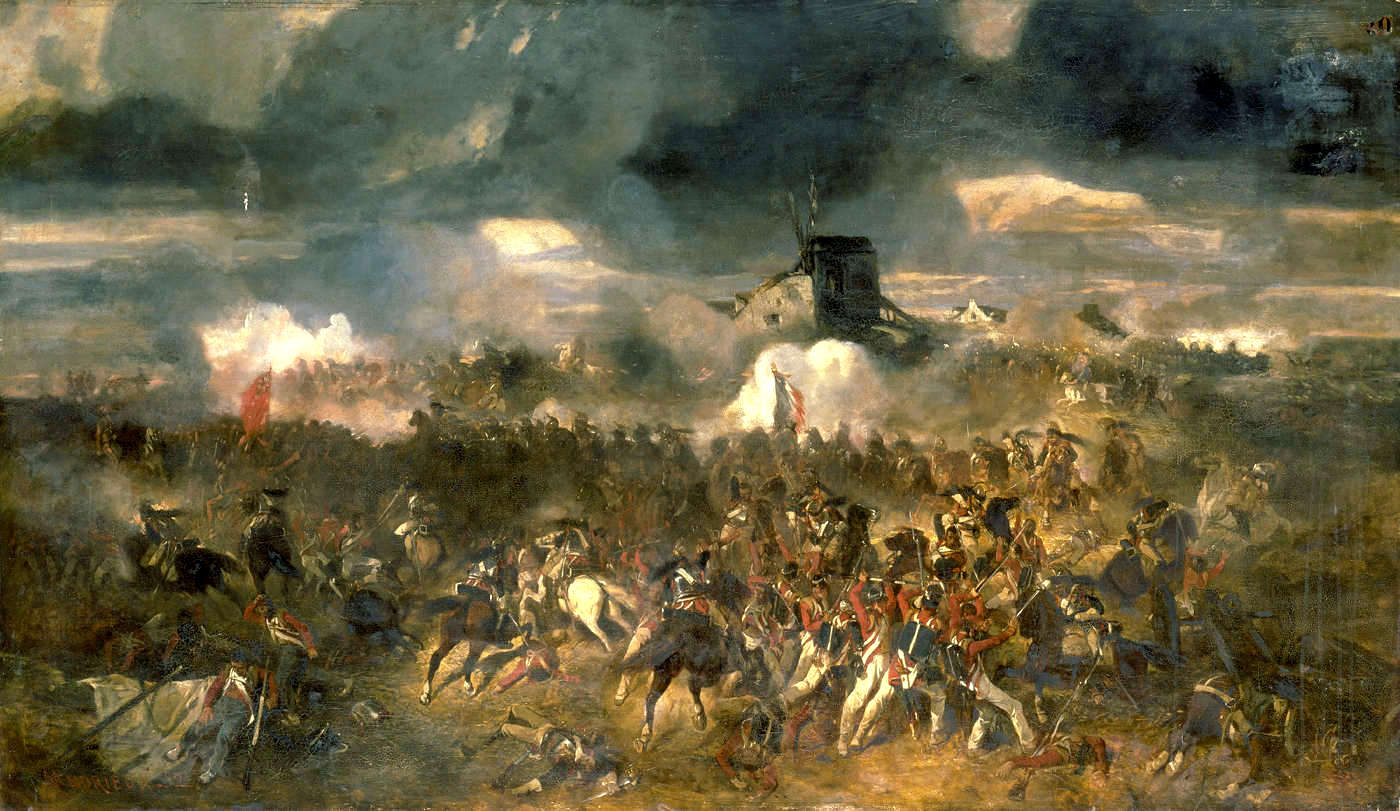
18 juin : Bataille de Waterloo.

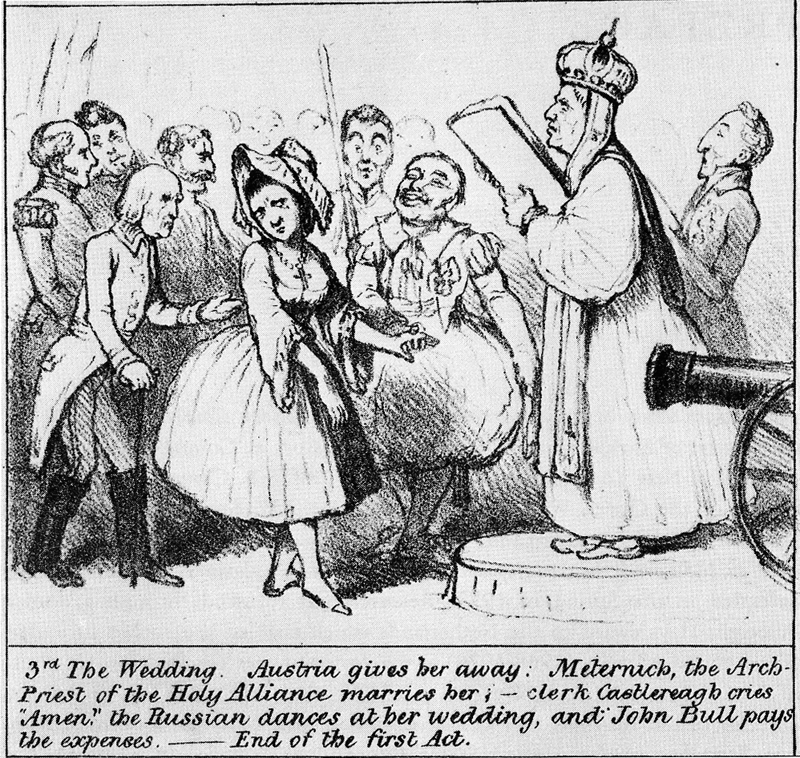
9 juin, Traité de Vienne : le mariage de la Belgique et des Pays-Bas, dessin de Robert Seymour, British Museum.

- Juin - septembre : « terreur blanche » en France exercée par les bandes royalistes contre les partisans de la Révolution ou de l'Empire[1].

- 1er juin, France : proclamation des résultats du plébiscite lors de la cérémonie dite du Champ de Mai.

- 4 juin :
  - Entrevue à Heilbronn entre Alexandre Ier de Russie et Barbara de Krüdener, la « baronne mystique »[2], qui le persuade qu’il est chargé de la mission de restaurer la chrétienté unie.
  - France: ouverture de la session de la Chambre des représentants. Le libéral Lanjuinais devient président de l'Assemblée.

- 8 juin : adoption de l'acte confédéral allemand. Création de la Confédération germanique[3].

- 9 juin :
  - Fin du Congrès de Vienne (nov. 1814-juin 1815).
  - Traité de Vienne signé à l'issue du Congrès de Vienne conduit par l’homme d’État autrichien, le prince Clément de Metternich. Il fixe les nouvelles frontières de l’Europe[4]. Son principal succès est de rétablir un équilibre des puissances en Europe, ce qui a pour conséquence de maintenir la paix sur le continent pendant presque quarante ans.
    - La France perd tous les territoires conquis par Napoléon Ier.
    - La Belgique actuelle est intégrée au royaume des Pays-Bas[5].
    - Le royaume de Galicie est créé et intégré à l’Autriche. Création du royaume du Congrès, état autonome sous tutelle russe, et de la ville libre de Cracovie. Le titre de grand-duc de Lituanie est attribué aux tsars[4]. La domination russe sur la Finlande et la Bessarabie est légitimée.
    - L’Italie est divisée en huit États : royaume de Sardaigne, royaume lombardo-vénitien, duchés de Parme, Modène et Lucques, grand-duché de Toscane, États pontificaux et royaume des Deux-Siciles ; Gênes est annexé par la maison de Savoie, Venise par l’Autriche.
    - Le Royaume-Uni, représenté par Wellington et Castlereagh, conserve la province du Cap en Afrique du Sud, Ceylan (l’actuel Sri Lanka), l’île Maurice et les Seychelles, la Guyane britannique, Tobago, Trinité, Heligoland, Malte et un protectorat sur les îles Ioniennes (1815-1863). La conception britannique d’un nécessaire équilibre des puissances en Europe triomphe[6]. Prépondérance maritime du Royaume-Uni, dont les frontières sont garanties définitivement contre la menace française.

  - France : les conscrits licenciés sont rappelés, avec pour résultat essentiel de les voir rejoindre les réfractaires demeurés dans les forêts. Les chouans du Maine s’emparent du Lude. D’autres conscrits, conduit par un colonel de cavalerie de l’Empire, coupent les routes entre Lyon et Montbrison (18 juin).

- 15 juin : bal de la duchesse de Richmond[7].

- 16 juin : bataille de Ligny et bataille des Quatre Bras. Début de la campagne de Belgique[7].
  - Victoire de Napoléon à Ligny, contre les troupes prussiennes du général Blücher. Grouchy est chargé de les poursuivre.

- 17 juin : victoire américaine sur Alger à la bataille du cap Gata.

- 18 juin :
  - Défaite de Napoléon à Waterloo, contre les troupes prusso-britanniques des généraux duc de Wellington et Blücher.
    - Napoléon entre en contact avec les troupes britanniques à Quatre-Bras (16-17 juin), déploie son artillerie sur un terrain détrempé et entame le combat le 18. Les Britanniques, fortifiés à la hâte dans des fermes, résistent aux charges de cavalerie et à la garde impériale jusqu’au soir, quand Blücher, qui a échappé à Grouchy, débouche sur le champ de bataille et provoque la panique et la déroute dans l’armée française.

  - Le colonel Eugène Édouard Boyer de Peyreleau fait proclamer le gouvernement impérial à la Guadeloupe le jour même de Waterloo. Les Britanniques attaquent l'île qui capitule le 10 août[8].

- 19 juin : victoire américaine sur Alger à la bataille du cap Palos.

- 21 juin : Napoléon rentre à Paris.

- 22 juin : Napoléon abdique pour la seconde fois et proclame son fils sous le nom de Napoléon II[9].
  - Un gouvernement provisoire dirigé par Fouché rappelle Louis XVIII.

- 26 juin : les Autrichiens assiègent Huningue qui se rend le 26 août[10].

- 28 juin : proclamation de Cambrai. Louis XVIII admet ses erreurs et remet la Charte en vigueur.

- 28 - 29 juin : bataille de La Souffel. Contrairement aux ordres qui l'engagent à se replier sur Paris, le général Jean Rapp, commandement de l'Armée du Rhin, décide de rester pour ralentir la progression alliée. L'arrivée des troupes en renfort décide Rapp à ordonner la retraite sur Strasbourg.

- 30 juin : capitulation du Dey d'Alger Omar Agha. Un accord est signé le 3 juillet entre la régence d'Alger et les États-Unis, qui obtiennent un traité de commerce après avoir fait bombarder Alger par leur flotte[11]. Peu après, Français et Britanniques tentent une démarche pacifique auprès du dey d’Alger pour qu’il supprime la piraterie, mais cette ambassade est un échec.

## Naissances
- 9 juin : Alexandre von Kotzebue, peintre germano-balte né sujet de l'Empire russe († 24 août 1889).
- 22 juin : Pavel Fedotov, peintre et dessinateur russe († 14 novembre 1852).

## Décès
- 20 juin :
  - George Montagu, naturaliste britannique (° 1753).
  - Guillaume Philibert Duhesme, militaire français, général de division blessé mortellement à la bataille de Waterloo (° 7 juillet 1766).
- 27 juin : Jean-Baptiste Girard, militaire français, général et baron d'Empire, qui servit pendant les guerres de la Révolution et de l'Empire, blessé mortellement à la bataille de Ligny. (° 21 février 1775).